# Nicolò Minato
Nicolò Minato (1627? Bergamo – 28. února 1698 Vídeň) byl italský právník, básník, operní libretista a divadelní impresário. Napsal více než 200 operních libret.

## Život
Narodil se v Bergamu okolo roku 1627. Přesné datum narození není známo. Vystudoval v Benátkách práva a začal tam i jako právník pracovat. V Benátkách vydal také svá první literární díla a podílel se jako libretista a impresário na divadelních aktivitách města. Svou kariéru operního libretisty zahájil v roce 1650 libretem k opeře Orimonte, které napsal pro Francesca Cavalliho. Prvním velkým úspěchem však byl patrně až Xerse (1654), zhudebněný rovněž Cavallim. Postupně zcela opustil právnickou profesi a zcela se věnoval psaní libret a divadelnímu managementu. Stal se členem několika literárních akademií, mimo jiné i akademie Accademia degli Imperfetti, jejíž členové se věnovali studiu klasiků a právním vědám. Pro Benátky napsal 11 libret. Psal převážně pro divadlo Teatro San Salvatore. Jeho texty většinou zhudebnil Francesco Cavalli. Několik oper na jeho libreto napsal také Antonio Sartorio.
V roce 1669 opustil Benátky a stal se dvorním básníkem císaře Leopolda I. Během svého působení ve Vídni vytvořil cca 210 děl, z nichž 170 tvořily opery a serenáty (dramatické nescénické kantáty) a zbývajících 40 byla oratoria a sepolkra. Kromě toho psal texty k slavnostním událostem císařské rodiny. Jeho libreta byla velmi populární. I po jeho smrti byla často zhudebňována předními skladateli jako byli Johann Adolf Hasse, Georg Friedrich Händel, Giovanni Bononcini Giovanni Legrenzi, Marc’Antonio Ziani, Tomaso Albinoni a Georg Philipp Telemann.

## Minato v Čechách
V letech 1679–1680 se z obavy před morovou epidemií uchýlil celý Leopoldův dvůr do Prahy. S Leopoldovým dvorem pobýval v Praze i Nicolò Minato. Během osmiměsíčního pobytu bylo na Pražském hradě provedeno nejméně devět Minatových děl (serenáty, opery, oratoria), z toho sedm zcela nových. Mezi nimi má významné postavení především tříaktová opera La patienza di Socrate con due mogli (Sokratova trpělivost se dvěma ženami), která byla patrně vůbec první komickou operou uvedenou v Praze. Do dějin české hudby se zapsal také dvěma duchovními skladbami, oratoriem Abelle di Boemia overo S. Wenceslao (Český Ábel aneb sv. Václav a sepolkrem La Sacra Lancia (Svaté kopí). Svatováclavské oratorium je patrně jediným italským barokním oratoriem na toto téma. V alegorické hře s pašijovou tematikou La Sacra Lancia využil aktuální motiv morového ohrožení a některé dobové pražské reálie. Hudbu na tyto texty zkomponoval Antonio Draghi. Díla byla uvedena během postního období roku 1680 v kostele Všech Svatých na Pražském hradě.